# Bramberg am Wildkogel
Bramberg am Wildkogel est une commune autrichienne du district de Zell am See dans l'État de Salzbourg.

## Galerie

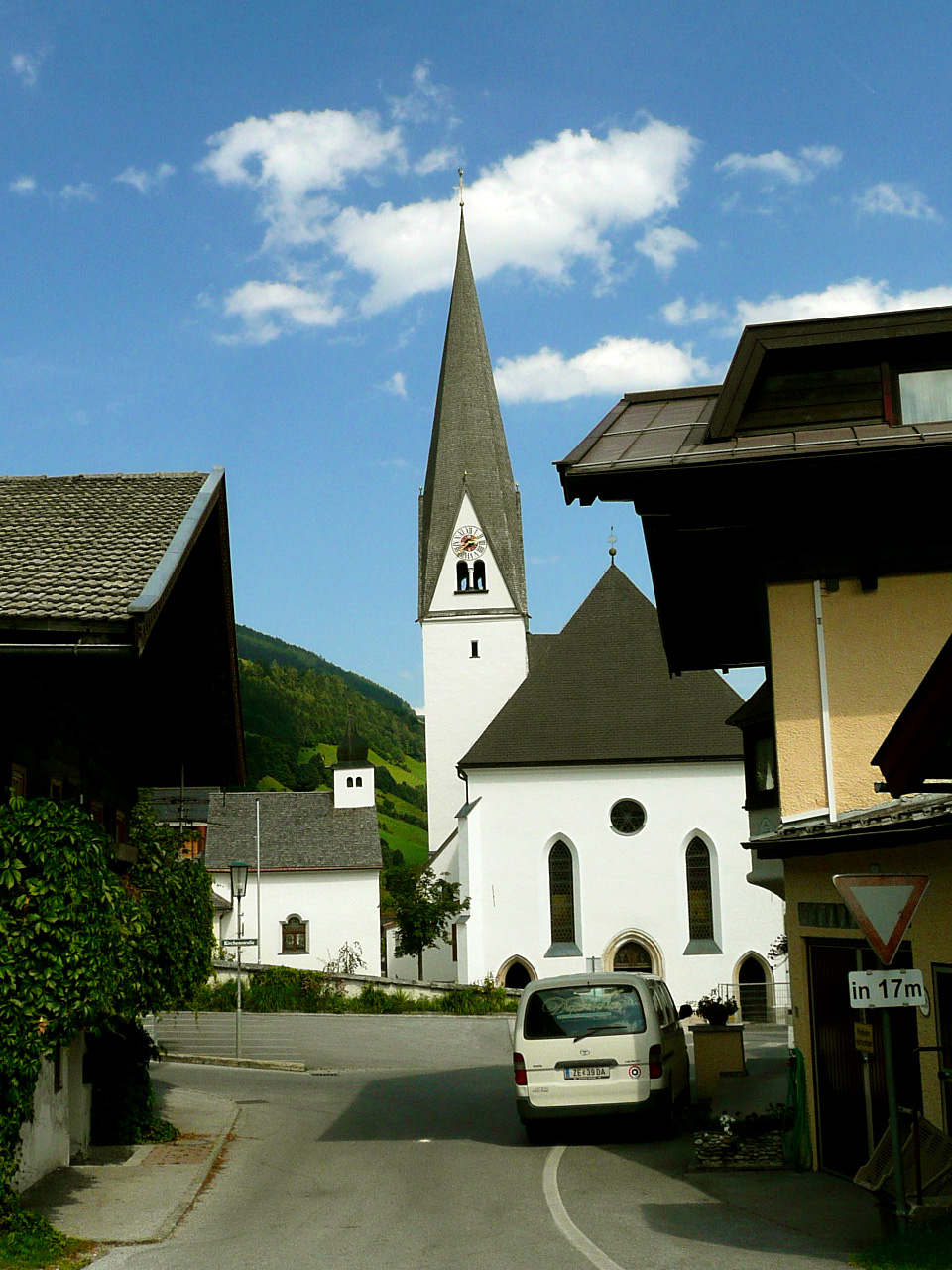
Église
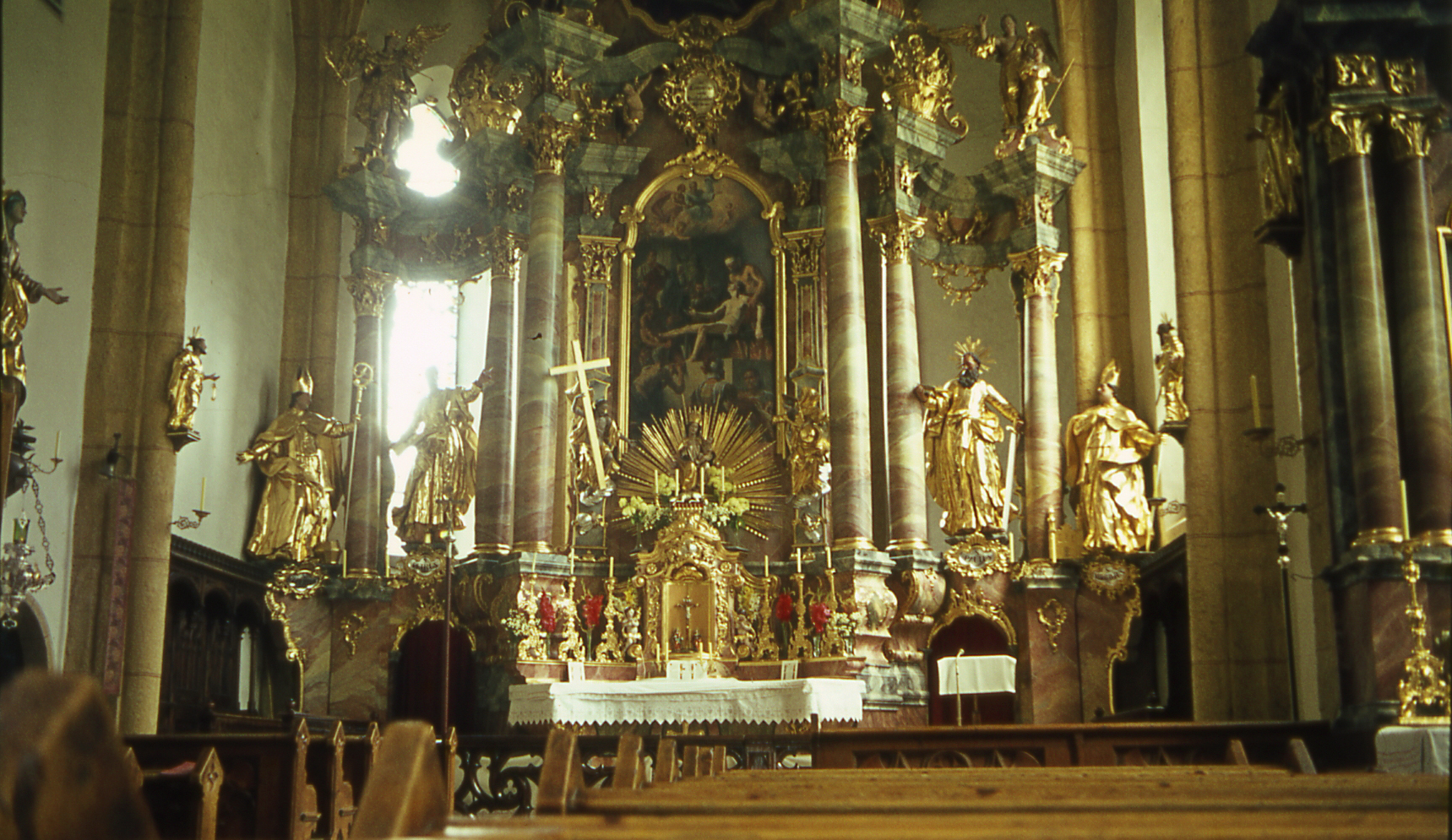
Le chœur en 1965
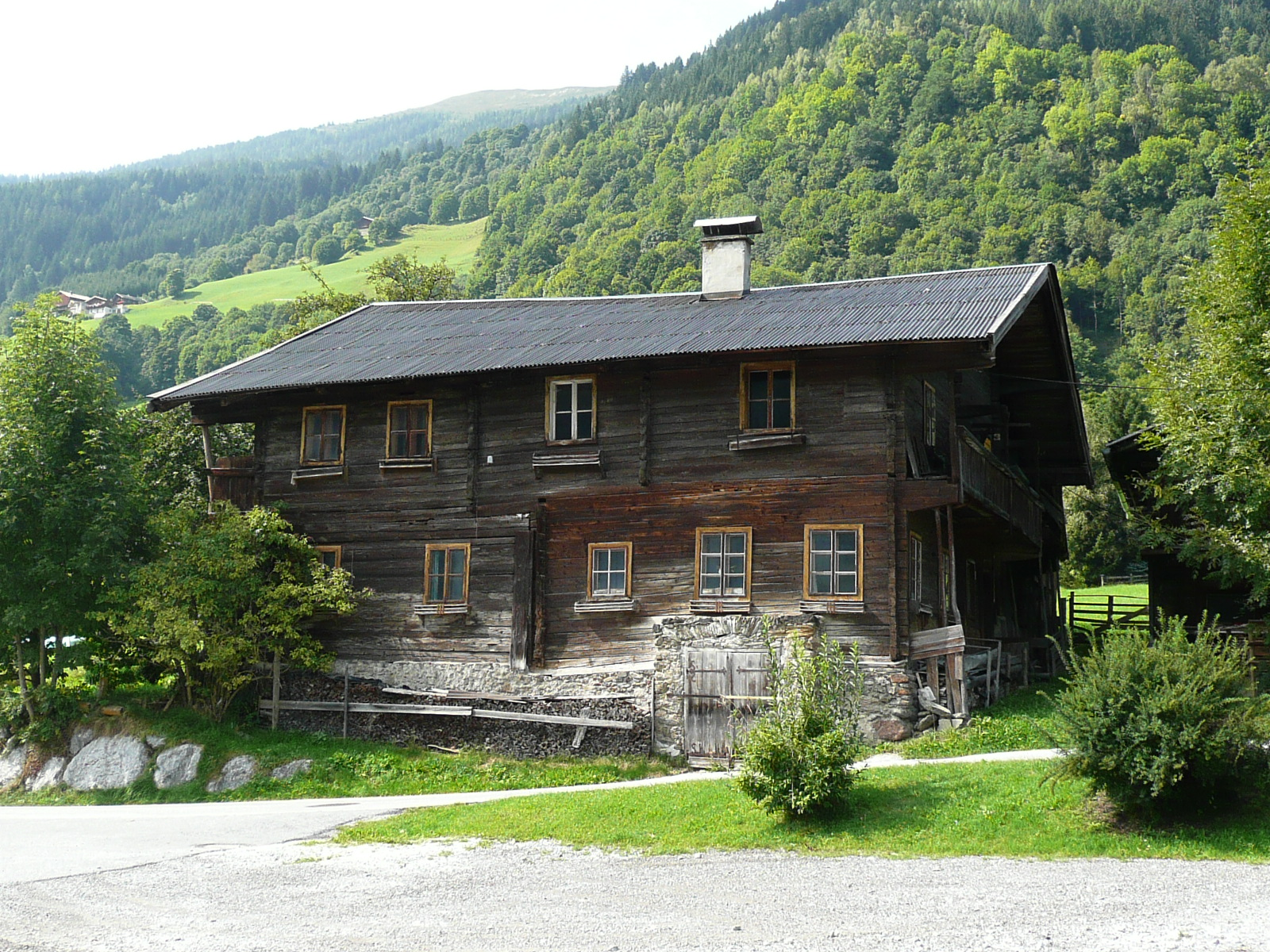
Ferme classique
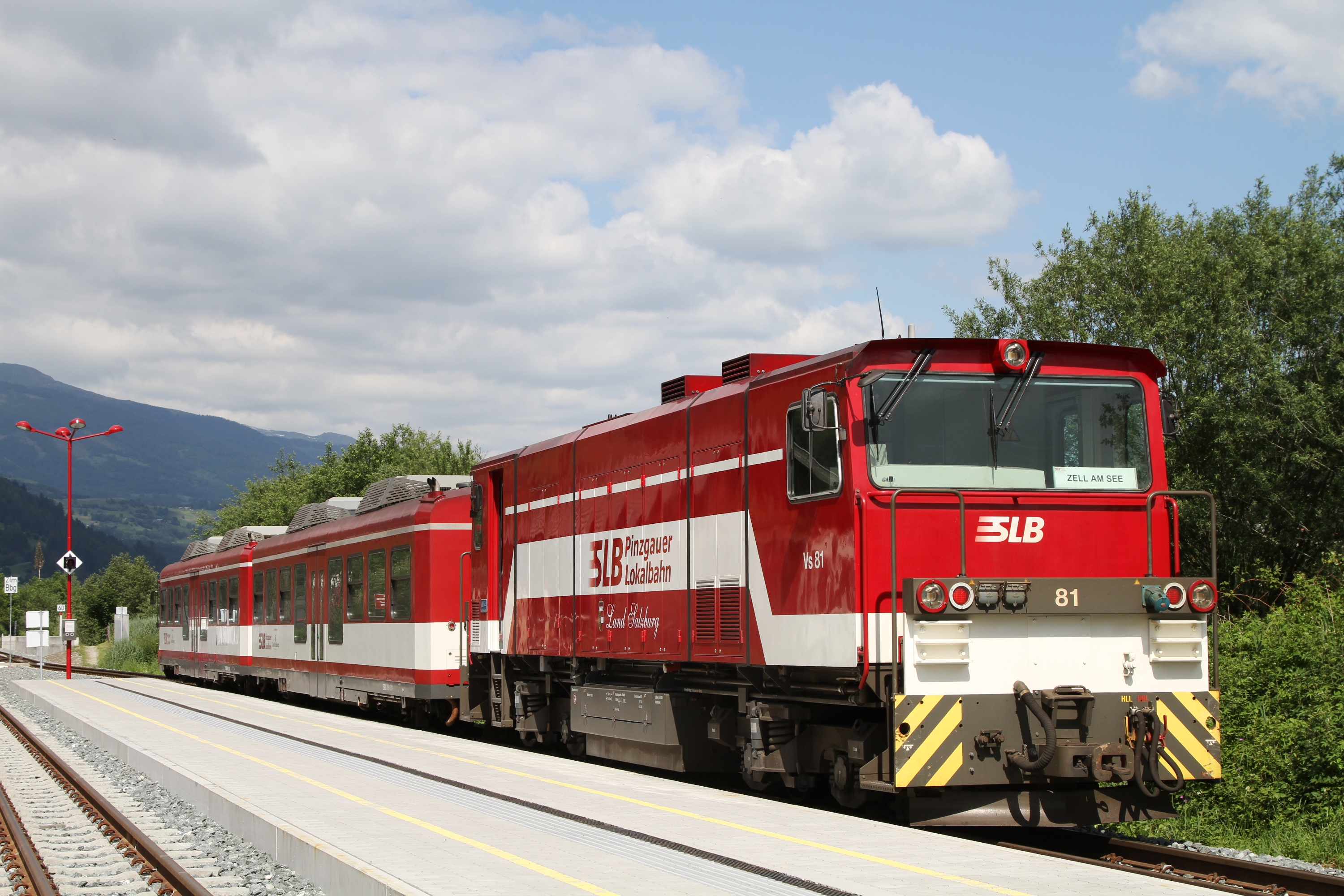
Train local du Pinzgau en arrêt à Bramberg